# 福島交通1000系電車
福島交通1000系電車（ふくしまこうつう1000けいでんしゃ）は、福島交通が所有する飯坂線で運用されている電車。東急1000系電車の譲渡を受けた車両で、2017年4月1日から営業運転を開始した。

## 概要
飯坂線の直流1,500V昇圧に伴い1991年から導入された7000系（元東急7000系電車）の置き換え用として、25年ぶりの新形式として導入された車両。全車とも元東急1000系電車の東横線で使用されていた編成で、7000系同様に全車が中間電動車より改造したものであり、改造工事を手掛けた東急テクノシステムにより先頭車には非貫通の運転台が新設されている。それに伴い運転室は全室構造となっており、主幹制御器は両手操作式T形ワンハンドルである。種車は前述の通り全て中間電動車のデハ1300・デハ1250・デハ1400形で、デハ1400形はそのまま中間電動車デハ1300形に、デハ1300形は先頭車化改造されてデハ1100形となっており、デハ1250形は先頭車化改造に加え電装解除されて制御車のクハ1200形となった｡
塗装は宮城県多賀城市出身のデザイナー・小松大希が手掛けており、飯坂線のコンセプトである"いい電"に基づく7つのメッセージが込められたダークブラウン・ピーチフラワー・シャンパンゴールドの3色の帯がラッピングにより貼りつけられている。また先頭車にも「GOOD TRAIN いい電」のヘッドマークが取りつけられている。
車内は種車同様のロングシートで、車端部には車椅子スペース、運転室側背面に液晶車内表示器が設置されており、バリアフリーへの対応がなされている。また飯坂温泉の暖簾、飯坂温泉街の地図など沿線の観光産業を活かした装飾が各部に施されており、窓にも秋の飯坂けんか祭りをはじめとする飯坂温泉の四季や福島市のマスコットキャラクター・ももりんのシールが貼付されている。ただし一部のももりんシールはライバルキャラクターである「ブラックももりん」となっている。車内放送はインバウンド輸送への対応も考慮し日本語・英語の二か国語に対応している。なお、2018年3月23日から営業運転を開始した1103編成（デハ1103＋クハ1204）は内装が変更され、緑色の床面や木目の運転台背面、茶色の吊り革など飯坂温泉のレトロなイメージを表現する仕様となっている。
主回路として福島交通で初めてVVVFインバータ制御方式が採用され、東急時代に1C8M制御方式として使用されていたものを1C4M制御方式として使用する。これにより消費電力の削減や省エネ化を図っている。台車は東急時代のボルスタレス・ペデスタル式軸箱支持のものを使用しているが、クハ1200形の台車については東急1000系の制御付随車（クハ1000形）の余剰品を用いている。集電装置は福島交通で初の採用となったシングルアーム型パンタグラフで、電動制御車に2基、中間電動車に1基搭載する。

## 運用
最初の編成（2両編成1本、3両編成1本）は2016年（平成28年）10月に搬入が行われ、整備や試運転が行われた後2017年（平成29年）4月1日から営業運転を開始した。以降も2017年（平成29年）12月（2両編成1本、3両編成1本）、2018年（平成30年）11月（2両編成2本）に搬入を行い、当初の計画通り2018年（平成30年）までに計14両の導入が行われ、翌2019年（平成31年/令和元年）までに全編成とも営業運転に用いられている。なお全車とも未塗装の状態で搬入が行われ、ラッピング作業は桜水駅に併設された桜水車両基地内で実施された。
これに伴い7000系の引退が進行し、2019年3月31日に行われたデハ7101＋デハ7102のさよなら運転をもって7000系は全車営業運転から引退した。
2024年（令和6年）4月13日に飯坂線が開業100周年を迎えることから、記念企画の一環としてデハ1107＋クハ1208編成に、1945年（昭和20年）から1991年の昇圧まで同線の車両に採用されていた、上下が赤で窓周りがクリーム色の復刻塗装が施された 。

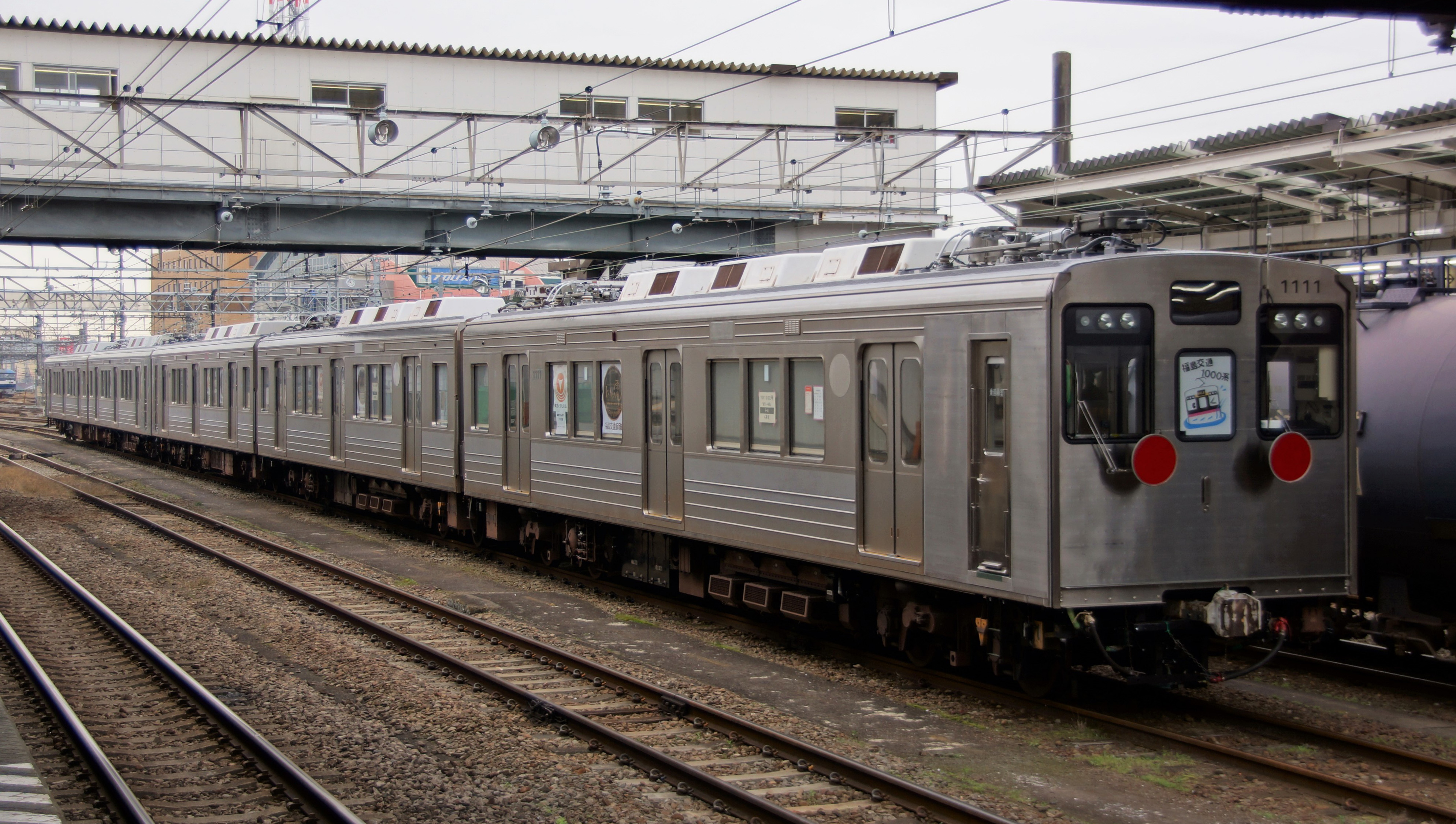
甲種輸送される1000系電車（2017年撮影）
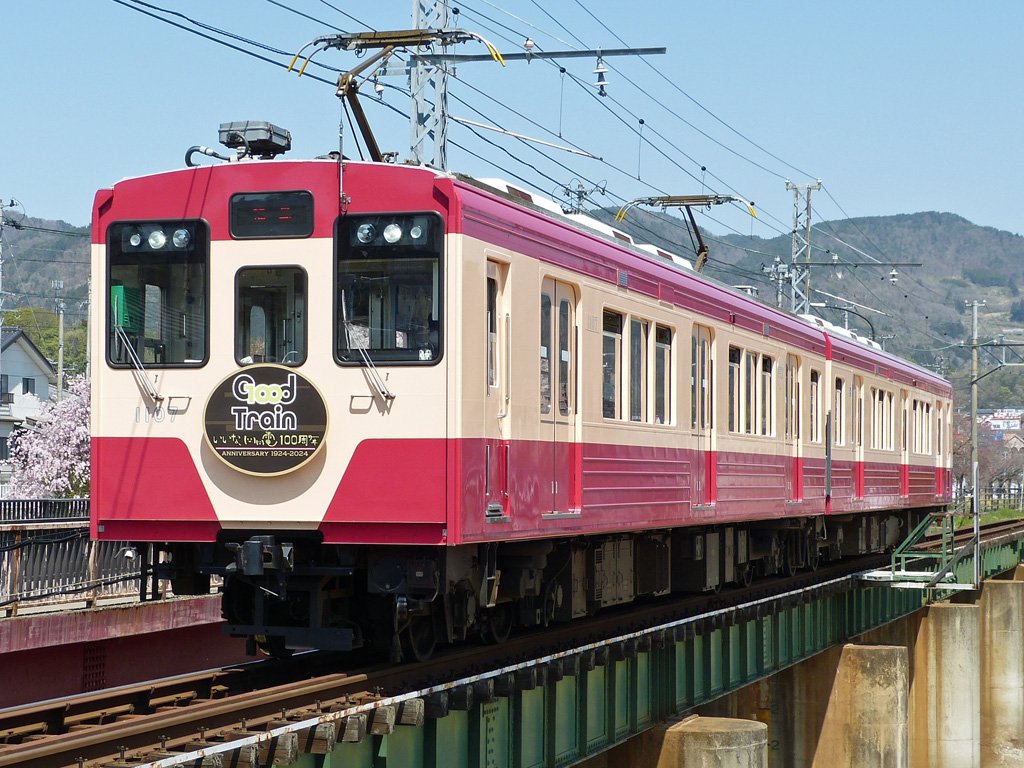
昇圧前の復刻塗装車「みんなつながる、Good Train」（2024年撮影）

## 編成表
- 2両編成

|          | ← 福島飯坂温泉 →  | ← 福島飯坂温泉 →  | 導入年度 | 運転開始年月  |
| 車種     | デハ1100形 （Mc） | クハ1200形 （Tc） | 導入年度 | 運転開始年月  |
| 搭載機器 | CONT              | SIV,CP            | 導入年度 | 運転開始年月  |
| 車両番号 | 1107              | 1208              | 2016年度 | 2017年4月1日  |
| 車両番号 | 1103              | 1204              | 2017年度 | 2018年3月14日 |
| 車両番号 | 1105              | 1206              | 2018年度 | 2019年3月16日 |
| 車両番号 | 1101              | 1202              | 2018年度 | 2019年3月21日 |

- 3両編成

|          | ← 福島飯坂温泉 →  | ← 福島飯坂温泉 → | ← 福島飯坂温泉 →  | 導入年度 | 運転開始年月  |
| 車種     | デハ1100形 （Mc） | デハ1300形 （M） | クハ1200形 （Tc） | 導入年度 | 運転開始年月  |
| 搭載機器 | CONT              | CONT             | SIV,CP            | 導入年度 | 運転開始年月  |
| 車両番号 | 1109              | 1313             | 1210              | 2016年度 | 2017年4月1日  |
| 車両番号 | 1111              | 1314             | 1212              | 2017年度 | 2018年3月12日 |

- 凡例　
  - CONT - 主制御器
  - SIV - 補助電源装置
  - CP - 空気圧縮機

## 車両番号の変遷
| デハ1100形   | デハ1100形 | デハ1300形   | デハ1300形 | クハ1200形   | クハ1200形 |
| 現行車両番号 | 東急時代   | 現行車両番号 | 東急時代   | 現行車両番号 | 東急時代   |
| ------------ | ---------- | ------------ | ---------- | ------------ | ---------- |
| デハ1101     | デハ1301   |              |            | クハ1202     | デハ1251   |
| デハ1103     | デハ1303   |              |            | クハ1204     | デハ1253   |
| デハ1105     | デハ1304   |              |            | クハ1206     | デハ1254   |
| デハ1107     | デハ1307   |              |            | クハ1208     | デハ1257   |
| デハ1109     | デハ1308   | デハ1313     | デハ1408   | クハ1210     | デハ1258   |
| デハ1111     | デハ1302   | デハ1314     | デハ1402   | クハ1212     | デハ1252   |